# بارنی مول
بارنی مول (انگلیسی: Barney Mole؛ زادهٔ ۱۸۷۹) بازیکن فوتبال اهل بریتانیا است.
از باشگاه‌هایی که در آن بازی کرده‌است می‌توان به باشگاه فوتبال نیوکاسل یونایتد و باشگاه فوتبال برنلی اشاره کرد.